# Edda Göring
Edda Carin Wilhelmine Göring (Berlino, 2 giugno 1938 – Monaco di Baviera, 21 dicembre 2018) è stata una funzionaria tedesca, l'unica figlia del politico tedesco, capo militare e membro di spicco del Partito Nazista Hermann Göring, nata l'anno prima dello scoppio della seconda guerra mondiale dal suo secondo matrimonio con l'attrice tedesca Emmy Sonnemann.
Edda trascorse gran parte della sua prima infanzia con la madre nella tenuta della famiglia Göring a Carinhall. Da bambina ebbe in dono molte opere d'arte storiche, tra cui un dipinto della Madonna col Bambino di Lucas Cranach il Vecchio. A differenza dei figli di altri nazisti di alto rango, come Gudrun Himmler e Albert Speer Jr., Edda Göring non parlò mai in pubblico della carriera di suo padre salvo una volta, nel 1986, quando fu intervistata dalla televisione svedese e si espresse affettuosamente verso entrambi i suoi genitori. Disse: "Lo amavo moltissimo ed era ovvio quanto mi amasse. I miei unici ricordi di lui sono così amorevoli che non riesco a vederlo in nessun altro modo. In realtà mi aspetto che quasi tutti abbiano un'opinione favorevole di mio padre, tranne forse in America. È stato un buon padre per me".

## Biografia
Edda nacque il 2 giugno 1938. Suo padre ricevette circa 628.000 messaggi di congratulazioni per la nascita della figlia; tributi arrivarono da tutto il mondo, inclusi telegrammi dei Lord britannici Halifax e Londonderry. Lo storico Giles MacDonogh descrisse successivamente la reazione tedesca alla nascita:
Spesso si disse che il nome Edda fosse stato dato in onore della figlia di Benito Mussolini, ma sua madre affermò che non era così. Il 4 novembre 1938 fu battezzata a Carinhall e Adolf Hitler divenne il suo padrino. L'evento fu segnalato da Life, con numerose fotografie di Edda, dei suoi genitori e di Hitler, che si dimostrò molto soddisfatto.  I suoi regali per il battesimo includevano due dipinti di Lucas Cranach il Vecchio. Edda crebbe a Carinhall e, come altre figlie di leader e funzionari nazisti di alto rango, fu chiamata Kleine Prinzessin ("Piccola Principessa"). Quando aveva un anno, il giornalista Douglas Reed scrisse su Life che era "una sorta di principessa ereditaria nazista".
Nel 1940, la Luftwaffe pagò la costruzion di una replica in piccola scala del Palazzo di Sanssouci di Federico il Grande da costruire in un frutteto a Carinhall affinché lei potesse giocare. Circa 50 metri di lunghezza, 7 metri di larghezza e 3 metri e mezzo. di altezza, l'edificio aveva al suo interno un teatro in miniatura, completo di palco e sipario, ed era conosciuto come Edda-Schlösschen ("palazzo di Edda").
Nel 1940, la rivista Der Stürmer pubblicò un articolo in cui si sosteneva che Edda era stata concepita mediante inseminazione artificiale. Un Göring furioso chiese un'azione da parte di Walter Buch, il regolatore supremo del Partito Nazista, contro l'editore Julius Streicher. Buch si dichiarò pronto a "fermare quella mente malata una volta per tutte", ma Hitler intervenne per salvare Streicher e il risultato fu che venne privato di alcuni onori, ma gli fu permesso di continuare a pubblicare Der Stürmer dalla sua fattoria vicino a Norimberga.

### Dopo il 1945
Durante le fasi finali della seconda guerra mondiale in Europa, Göring si ritirò nella sua casa di montagna a Obersalzberg, vicino a Berchtesgaden, portando con sé Emmy ed Edda. L'8 maggio 1945, "Giorno dell'Armistizio" in Europa, la Wehrmacht tedesca si arrese incondizionatamente e il 21 maggio, pochi giorni prima del suo settimo compleanno, Edda fu internata con sua madre nel Palace Hotel controllato dagli Stati Uniti, nome in codice Camp Ashcan, a Mondorf in Lussemburgo. Nel 1946 le due donne furono liberate e andarono a vivere in una delle loro case, Burg Veldenstein, a Neuhaus, nei pressi di Norimberga. Lì ricevettero la visita dell'ufficiale americano John E. Dolibois, che descrisse Edda come "una bellissima bambina, l'immagine di suo padre. Luminosa e vivace, educata e ben addestrata".
Durante il processo di Norimberga, Edda poté visitare suo padre in prigione. Lui fu dichiarato colpevole di crimini di guerra e condannato a morte, ma il 15 ottobre 1946, la notte prima della sua esecuzione programmata, Göring si suicidò ingoiando una pillola di cianuro. Nell'aprile 1946, Emmy e Edda Göring furono trasferite in una piccola casa a Sackdilling.
Nel 1948, mentre abitava vicino a Hersbruck con la madre e la zia, Else Sonnemann, Edda entrò alla St Anna-Mädchenoberrealschule ("Scuola superiore femminile di Sant'Anna") a Sulzbach-Rosenberg in Baviera dove conseguì la maturità.  Nel novembre 1948, la famiglia si trasferì a Etzelwang per essere più vicina alla scuola.
Nel 1949, Emmy dovette affrontare problemi legali riguardanti alcuni beni di valore e spiegò che molti di questi beni erano di proprietà di Edda, che allora aveva dieci anni.  Dopo aver lasciato la scuola, Edda studiò legge all'Università di Monaco e divenne impiegata legale;  in seguito lavorò per un medico. Una lettera privata di un parente affermava nel 1959 che "la bambina ora è una giovane donna, snella, bionda e carina. Vive con la madre al 5º piano di un moderno condominio nel centro di Monaco".
Negli ultimi anni, Edda lavorò in un laboratorio ospedaliero e sperava di diventare un tecnico medico. Era un'ospite abituale del mecenate di Hitler, Winifred Wagner, il cui nipote, Gottfried Wagner, ricordò in seguito:
Edda lavorò in una clinica di riabilitazione a Wiesbaden e si dedicò alla cura della madre, rimanendo con lei fino alla sua morte, avvenuta l'8 giugno 1973. Successivamente, per cinque anni negli anni '70, Edda fu la compagna del giornalista della rivista Stern, Gerd Heidemann. Heidemann aveva acquistato lo yacht Carin II, che era stato di Hermann Göring, e secondo Peter Wyden "affascinò Edda, carina, non sposata e devota alla memoria di suo padre, il Reichsmarschall, e iniziò una relazione con lei. Insieme, organizzavano eventi sociali a bordo della barca. Gran parte dei discorsi riguardavano Hitler e i nazisti, e gli ospiti d'onore erano testimoni oculari del "tempo sacro", due generali, Karl Wolff e Wilhelm Mohnke.

### Nel 2000
Per alcuni anni Edda fece apparizioni pubbliche, presenziando alle commemorazioni naziste e prendendo parte a eventi politici, ma in seguito divenne più riservata. Nel 2010, Edda disse di suo zio Albert Göring in un articolo sul The Guardian: "Poteva certamente aiutare le persone bisognose lui stesso finanziariamente e con la sua influenza personale, ma, non appena era necessario coinvolgere autorità superiori o funzionari, allora ha dovuto avere il sostegno di mio padre, cosa che ha ottenuto." 
I governi della Germania Ovest e della Germania riunificata negarono ad Edda Göring la pensione normalmente concessa ai figli dei ministri del vecchio Reich tedesco. Nel 2015 viveva ancora a Monaco. In quell'anno presentò una petizione senza successo al Landtag della Baviera per ottenere un risarcimento per l'esproprio dell'eredità di suo padre. Un comitato respinse all'unanimità la sua richiesta. 
Morì il 21 dicembre 2018, all'età di 80 anni, e fu sepolta in un luogo sconosciuto nel Waldfriedhof di Monaco.

## Controversie legali sulla "Madonna col Bambino"
Al momento del suo battesimo, nel novembre 1938, Edda ricevette in dono diverse opere d'arte, tra cui un dipinto della Madonna col Bambino di Lucas Cranach il Vecchio, regalo della Città di Colonia. Parte di una collezione ufficiale affidata all'ufficio dell'Oberbürgermeister (o Lord Mayor), il dipinto era stato precedentemente esposto al Wallraf-Richartz Museum di Colonia. Il sindaco dell'epoca, Karl Georg Schmidt, era membro del partito nazista dal 1923 ed era un alleato politico di Hermann Göring.
Dopo la guerra la città di Colonia chiese la restituzione del dipinto, poiché i doni erano stati donati a Edda contro la sua volontà su pressione di Göring. L'avvocato generale Philipp Auerbach, commissario statale per la persecuzione razziale, religiosa e politica in Baviera, fu incaricato della restituzione di molti tesori d'arte acquisiti dai Göring, e la battaglia legale sulla Madonna di Cranach durò per 15 anni. In prima udienza, presso il tribunale regionale di Colonia, la sentenza fu pronunciata a favore della città. Edda, che all'epoca studiava giurisprudenza, fece appello contro questa decisione al Tribunale regionale superiore di Colonia, che nel 1954 annullò il tribunale di grado inferiore. [40] La storica Anna Sigmund riferisce che la corte d'appello "giunse alla conclusione che [Hermann] Göring non aveva esercitato alcuna pressione" e "al contrario" il sindaco di turno (Schmidt) aveva "cercato di ingraziarsi la città di Colonia regalando il dipinto di Cranach". Questa fu la seconda vittoria legale di Edda Göring nel 1954. Era già riuscita a costringere lo stato della Baviera a restituire i suoi gioielli del valore di 150.000 marchi tedeschi che erano stati sequestrati.
Le autorità continuarono a perseguire il caso del dipinto di Cranach e nel gennaio 1968 la Corte federale di giustizia tedesca a Karlsruhe emise una sentenza definitiva a favore della città di Colonia.  A quel punto il dipinto, rivendicato sia dallo Stato della Baviera che dalla Repubblica Federale di Germania, fu restituito al Wallraf-Richartz-Museum. 

## Nella cultura popolare
Edda Göring appare come un personaggio nella miniserie televisiva Norimberga. Nella commedia drammatica del 1991 Selling Hitler è stata interpretata da Alison Steadman.
Edda Göring è stata menzionata in una poesia di Robert Pringle intitolata "Via Crucis": "Inizio a leggere Il custode di mio padre /
a Edda Göring, che gira le pagine bianche".

### On line
- Burke, William Hastings (20 febbraio 2010), "Albert Göring, il fratello antinazista di Hermann", Il guardiano, estratto il 6 maggio 2014
- "Edda Göring: Madonna ohne Makel", Spiegel Online (in tedesco), 21 febbraio 1962, estratto il 5 maggio 2014
- Wittl, Wolfgang. "Göring-Tochter Fordert Geld vom Freistaat Zurück", Süddeutsche.de (in tedesco), estratto il 23 aprile il 2015
- "Il governo si occupa degli affari; i nazisti imprecano contro Roosevelt; esce un Gould", Vita, 14 novembre 1938, estratto il 5 maggio 2014